# Anello semplice
In algebra astratta un anello semplice è un anello che ha come unici ideali bilateri l'ideale nullo e se stesso. Il termine semplice indica che l'anello non è scomponibile in anelli più semplici, in quanto non possiede alcun anello quoziente, salvo quelli banali.

## Anelli semplici e ideali massimali
Gli ideali massimali sono in stretto rapporto con gli anelli semplici, infatti dato {\displaystyle A} anello:
{\displaystyle I\,\mathrm {massimale} \Leftrightarrow A/I\,\mathrm {semplice} }
Inoltre se {\displaystyle A} anello commutativo unitario abbiamo che il quoziente {\displaystyle A/I} oltre a essere semplice è anche un campo; questo non è più vero in un anello senza unità, ad esempio l'ideale {\displaystyle 4\mathbb {Z} } è massimale in {\displaystyle 2\mathbb {Z} }, ma {\displaystyle 2\mathbb {Z} /4\mathbb {Z} } non è un campo nonostante sia un anello semplice.
Il teorema di Artin-Wedderburn fornisce una caratterizzazione degli anelli semplici artiniani.

## Esempi
- L'algebra di Weyl è un anello semplice;
- gli anelli di matrici su corpi sono semplici;